# David Daniel Álvarez
David Daniel Álvarez Martínez (5 de dezembro de 1985) é um futebolista profissional hondurenho que atua como defensor.

## Carreira
David Daniel Álvarez fez parte do elenco da Seleção Hondurenha de Futebol nas Olimpíadas de 2008.